# Губин, Геннадий Сергеевич
Геннадий Сергеевич Губин (род. 6 июля 1944, Новомосковск, Тульская область, РСФСР, СССР) — советский и российский государственный и политический деятель. Вице-президент Кабардино-Балкарской Республики с 1992 по 2004. Председатель Правительства Кабардино-Балкарской Республики с 2004 по июнь 2006. Исполняющий обязанности президента Кабардино-Балкарской Республики с 16 по 28 сентября 2005. Вице-президент ГК «Олимпстрой» с 2009 по 2014.

## Биография
Губин Геннадий Сергеевич родился 6 июля 1944 г. в г. Новомосковске Тульской области.

### Образование
- 1972 — окончил Кабардино-Балкарский государственный университет по специальности «инженер-механик».
- 1991 — окончил Северо-Кавказский социально-политический институт по специальности «политолог». Кандидат экономических наук.

### Трудовая деятельность
- С 1960 года — строительный рабочий, слесарь, монтажник радиоаппаратуры, мастер, старший мастер, начальник цеха, секретарь парткома ПО «Телемеханика»;
- 1987 — 1991 — первый секретарь Нальчикского горкома КПСС;
- 1989 — 1991 — председатель горсовета г. Нальчика;
- 1991 — 1992 — заместитель генерального директора ПО «Телемеханика»;
- 1992 — 2004 — вице-президент Кабардино-Балкарской Республики[1];
- 2004 — 2006 — Председатель Правительства Кабардино-Балкарской Республики[2];
- 16 сентября — 28 сентября 2005 года — исполнял обязанности Президента КБР[3];
- 2009 — 2014 — вице-президент по информационной политике ГК «Олимпстрой»[4];

С 2015 года — специальный представитель Главы Кабардино-Балкарской Республики по обеспечению взаимодействия с федеральными органами государственной власти и Правительством Москвы (в статусе заместителя Председателя Правительства Кабардино-Балкарской Республики).

## Награды
- Медали
- Заслуженный работник промышленности Кабардино-Балкарской Республики
- Заслуженный строитель Кабардино-Балкарской Республики
- Заслуженный работник «Единые Энергетические Системы России»
- Орден «За заслуги перед Кабардино-Балкарской Республикой»
- Орден Трудового Красного Знамени
- Орден Трудовой Славы III степени
- Орден Преподобного Сергия Радонежского II степени (РПЦ)
- Орден «За заслуги перед Отечеством» IV степени (15 февраля 2005) — за большой личный вклад в социально-экономическое развитие республики и многолетнюю добросовестную работу[6]
- Орден Александра Невского (2014)